# Paris Football Club 2022-2023
Questa voce raccoglie le informazioni riguardanti il Paris Football Club nelle competizioni ufficiali della stagione 2022-2023

## Maglie e sponsor
Lo sponsor tecnico per la stagione 2022-2023 è Nike.
| Casa | Trasferta |

## Rosa
| N. |                           | Ruolo | Calciatore                |
| -- | ------------------------- | ----- | ------------------------- |
| 1  | Francia (bandiera)        | P     | Vincent Demarconnay       |
| 3  | Francia (bandiera)        | D     | Jaouen Hadjam             |
| 6  | Francia (bandiera)        | C     | Paul Lasne                |
| 7  | Francia (bandiera)        | C     | Mehdi Chahiri             |
| 8  | Francia (bandiera)        | D     | Yvann Maçon               |
| 9  | Marocco (bandiera)        | A     | Khalid Boutaïb            |
| 10 | Uruguay (bandiera)        | C     | Jonathan Iglesias         |
| 11 | Algeria (bandiera)        | C     | Ilan Kebbal               |
| 12 | Sudafrica (bandiera)      | C     | Lebogang Phiri            |
| 13 | Costa d'Avorio (bandiera) | D     | Kouadio-Yves Dabila       |
| 14 | Martinica (bandiera)      | C     | Cyril Mandouki (capitano) |
| 15 | Francia (bandiera)        | D     | Jordan Lefort             |
| 16 | Francia (bandiera)        | P     | Obed Nkambadio            |
| 17 | Francia (bandiera)        | A     | Pierre-Yves Hamel         |

| N. |                           | Ruolo | Calciatore         |
| -- | ------------------------- | ----- | ------------------ |
| 18 | Senegal (bandiera)        | D     | Youssoupha Ndiaye  |
| 19 | Guinea (bandiera)         | D     | Ousmane Kanté      |
| 20 | Algeria (bandiera)        | C     | Julien López       |
| 21 | Guinea (bandiera)         | A     | Morgan Guilavogui  |
| 22 | Francia (bandiera)        | A     | Warren Caddy       |
| 24 | Francia (bandiera)        | D     | Maxime Bernauer    |
| 26 | Francia (bandiera)        | D     | Julien Le Cardinal |
| 27 | Francia (bandiera)        | C     | Alimami Gory       |
| 29 | Francia (bandiera)        | D     | Florent Hanin      |
| 30 | Francia (bandiera)        | P     | Téva Gardies       |
| 31 | Francia (bandiera)        | D     | Samir Chergui      |
| 35 | Costa d'Avorio (bandiera) | C     | Sekou Sanogo       |
| 40 | Croazia (bandiera)        | P     | Ivan Filipović     |

## Calciomercato

### Sessione estiva (dal 1/7 al 1/9)
| Acquisti         | Acquisti            | Acquisti          | Acquisti                 |
| R.               | Nome                | da                | Modalità                 |
| ---------------- | ------------------- | ----------------- | ------------------------ |
| P                | Téva Gardies        | Sète 2            | definitivo               |
| D                | Kouadio-Yves Dabila | Lilla             | definitivo               |
| D                | Julien Le Cardinal  | Bastia            | definitivo (800 mila €)  |
| D                | Jordan Lefort       | Young Boys        | definitivo               |
| C                | Paul Lasne          | Brest             | definitivo               |
| C                | Ilan Kebbal         | Stade Reims       | prestito                 |
| C                | Lebogang Phiri      | Çaykur Rizespor   | prestito                 |
| A                | Mehdi Chahiri       | Strasburgo        | prestito                 |
| A                | Alimami Gory        | Cercle Bruges     | definitivo               |
| A                | Pierre-Yves Hamel   | Lorient           | definitivo (1 milione €) |
| Altre operazioni |                     |                   |                          |
| R.               | Nome                | da                | Modalità                 |
| C                | Saïd Arab           | FC Borgo          | fine prestito            |
| A                | Gaëtan Laura        | Cosenza           | fine prestito            |
| A                | Andy Pembélé        | Créteil-Lusitanos | fine prestito            |

| Cessioni | Cessioni            | Cessioni             | Cessioni                   |
| R.       | Nome                | a                    | Modalità                   |
| -------- | ------------------- | -------------------- | -------------------------- |
| D        | Axel Bamba          | Sporting Gijón       | definitivo                 |
| D        | Thibault Campanini  |                      | definitivo                 |
| D        | Hugo Gambor         | Dunkerque            | definitivo                 |
| D        | Ousmane Camara      | Angers               | definitivo (2,2 milioni €) |
| D        | Check Oumar Diakité | Le Havre             | prestito                   |
| C        | Moustapha Name      | Pafos                | definitivo (1,5 milioni €) |
| C        | Yohan Demoncy       | Annecy               | prestito                   |
| A        | Gaëtan Laura        | Samsunspor           | definitivo                 |
| A        | Migouel Alfarela    | Bastia               | definitivo                 |
| A        | Lamine Diaby-Fadiga | Eindhoven            | prestito                   |
| A        | Andy Pembélé        | Rodez                | prestito                   |
| A        | Patrick Koffi       | Lusitanos Saint-Maur | prestito                   |
| Acquisti |                     |                      |                            |
| R.       | Nome                | da                   | Modalità                   |
| A        | Mahamé Siby         | Strasburgo           | fine prestito              |
| A        | Lamine Gueye        | Metz                 | fine prestito              |
| A        | Alimami Gory        | Cercle Bruges        | fine prestito              |

### Sessione invernale (dal 1/1 al 31/1)
| Acquisti | Acquisti     | Acquisti      | Acquisti |
| R.       | Nome         | da            | Modalità |
| -------- | ------------ | ------------- | -------- |
| D        | Yvann Maçon  | Saint-Étienne | prestito |
| C        | Sékou Sanogo | Stella Rossa  | prestito |

| Cessioni | Cessioni           | Cessioni       | Cessioni                   |
| R.       | Nome               | a              | Modalità                   |
| -------- | ------------------ | -------------- | -------------------------- |
| D        | Julien Le Cardinal | Lens           | definitivo (2,3 milioni €) |
| D        | Jaouen Hadjam      | Nantes         | definitivo (300 mila €)    |
| D        | Youssoupha Ndiaye  | Stade Briochin | prestito                   |
| C        | Saïd Arab          |                | svincolato                 |